# Championnat de France de basket-ball 1965-1966
Navigation
Saison précédente Saison suivante
La saison 1965-1966 du championnat de France de basket-ball de Nationale 1 est la 44e édition du championnat de France masculin de basket-ball. Le championnat de Nationale 1 de basket-ball est le plus haut niveau du championnat de France.

## Présentation
Une nouvelle formule est mise en place pour cette saison, un regroupement des divisions Nationale 1 et 2. Cet essai peu concluant ne sera pas reconduit.
Trente deux clubs participent à la compétition, répartis en quatre poules de huit. La victoire rapporte 3 points, le nul 2 points et la défaite 1 point. 
À l’issue de la saison, les quatre premières équipes de chaque poule sont qualifiées pour la Nationale 1 de la saison 1966-1967.
Un système de poules de classement, qui se déroule sous la forme de championnat (en matchs aller-retour), est mis en place pour avoir un classement général afin de permettre la décomposition des deux groupes pour la saison suivante.
Les vainqueurs de chaque poule se retrouvent pour une poule finale, le premier de cette poule est désigné Champion de France
Les deuxièmes de chaque poule se retrouvent pour les places de 5 à 8, les troisièmes pour les places de 9 à 12 et les quatrièmes pour les places de 13 à 16.
Les quatre dernières équipes des poules sont reversées dans la Nationale 2 reformée.
Le tenant du titre, Denain, va tenter de gagner un 2e titre.
L’ASVEL a remporté le championnat pour la huitième fois de son histoire.
Jean-Marie Jouaret (Bagnolet) est le meilleur marqueur du championnat de France avec 377 points (moyenne de 26,9). À noter que Jean-Pierre Staelens (AS Denain Voltaire) marque 365 points avec un match de moins pour une moyenne de 28,1 points.

## Clubs participants
Poule A
- Club Sportif Municipal d'Auboué
- Association Sportive de Denain-Voltaire
- Club Sportif de Franconville
- P.S. de Ménilmontant
- Etoile de Mézières
- Société Sportive de Nilvange
- Racing Club de France
- Rhônel Sporting Club de Valenciennes

Poule B
- Olympique d'Antibes Juan-les-Pins
- Stade Auto Lyonnais
- Stade Marseillais Université Club
- Association Sportive des P.T.T. de Nice
- Association Sportive Stéphanoise
- Olympique de Sanary
- Racing Club Municipal de Toulouse
- Association Sportive de Villeurbanne Eveil Lyonnais

Poule C
- Alsace de Bagnolet
- Stade Clermontois
- Sportive d'Illkirch-Graffenstaden
- Union Sportive Métropolitaine des Transports
- S.R.E.G. de Mulhouse
- Groupe Sportif Chorale Mulsant de Roanne
- Stade Français
- Jeanne d’Arc de Vichy

Poule D
- Caen Basket Club
- Saint Charles Alfortville Charenton
- Union Amicale de Cognac
- Sporting Club Moderne du Mans
- Association Sportive des P.T.T. de Limoges
- Atlantic Basket Club de Nantes
- Paris Université Club
- Association Sportive de la Préparation Olympique de Tours

## Classement final de la saison régulière
La victoire rapporte 3 points, le nul 2 points et la défaite 1 point. En cas d’égalité, les équipes sont départagées à l’aide de la différence de points particulière.
La saison se déroule du 16 octobre 1965 au 13 mars 1966.
Poule A
| Rang | Équipe             | Pts | J  | G  | N | P  | Bp   | Bc   | Diff |
| ---- | ------------------ | --- | -- | -- | - | -- | ---- | ---- | ---- |
| 1    | Denain             | 42  | 14 | 14 | 0 | 0  | 1219 | 804  | +415 |
| 2    | Mézières           | 36  | 14 | 11 | 0 | 3  | 969  | 845  | +124 |
| 3    | Auboué             | 34  | 14 | 10 | 0 | 4  | 905  | 810  | +95  |
| 4    | Valenciennes       | 29  | 14 | 7  | 1 | 6  | 807  | 881  | -74  |
| 5    | Racing C.F. (+27)  | 23  | 14 | 4  | 1 | 9  | 938  | 1019 | -81  |
| 6    | Franconville (-27) | 23  | 14 | 4  | 1 | 9  | 876  | 1026 | -150 |
| 7    | Ménilmontant       | 20  | 14 | 3  | 0 | 11 | 882  | 1016 | -134 |
| 8    | Nilvange           | 17  | 14 | 1  | 1 | 12 | 734  | 929  | -195 |

Poule B
| Rang | Équipe             | Pts | J  | G  | N | P  | Bp  | Bc  | Diff |
| ---- | ------------------ | --- | -- | -- | - | -- | --- | --- | ---- |
| 1    | ASVEL              | 42  | 14 | 14 | 0 | 0  | 995 | 678 | +317 |
| 2    | Toulouse           | 33  | 14 | 9  | 1 | 4  | 883 | 847 | +36  |
| 3    | Antibes (+4)       | 30  | 14 | 8  | 0 | 6  | 987 | 895 | +92  |
| 4    | Saint Etienne (-4) | 30  | 14 | 8  | 0 | 6  | 834 | 725 | +109 |
| 5    | Lyon               | 29  | 14 | 7  | 1 | 6  | 933 | 862 | +71  |
| 6    | Nice (+2)          | 22  | 14 | 4  | 0 | 10 | 752 | 959 | -207 |
| 7    | Marseille (-2)     | 22  | 14 | 4  | 0 | 10 | 775 | 884 | -109 |
| 8    | Sanary             | 16  | 14 | 1  | 0 | 13 | 687 | 996 | -309 |

Poule C
| Rang | Équipe         | Pts | J  | G  | N | P  | Bp   | Bc   | Diff |
| ---- | -------------- | --- | -- | -- | - | -- | ---- | ---- | ---- |
| 1    | Bagnolet       | 41  | 14 | 13 | 0 | 1  | 1229 | 865  | +364 |
| 2    | Stade Français | 33  | 14 | 9  | 1 | 4  | 998  | 819  | +179 |
| 3    | Roanne         | 31  | 14 | 8  | 1 | 5  | 844  | 819  | +25  |
| 4    | Graffenstaden  | 30  | 14 | 8  | 0 | 6  | 876  | 904  | -28  |
| 5    | Vichy          | 29  | 14 | 7  | 1 | 6  | 825  | 752  | +73  |
| 6    | Clermont       | 22  | 14 | 3  | 2 | 9  | 813  | 919  | -106 |
| 7    | Mulhouse       | 21  | 14 | 3  | 1 | 10 | 839  | 1040 | -201 |
| 8    | US Métro       | 17  | 14 | 1  | 1 | 12 | 735  | 1041 | -306 |

Poule D
| Rang | Équipe          | Pts | J  | G  | N | P  | Bp   | Bc   | Diff |
| ---- | --------------- | --- | -- | -- | - | -- | ---- | ---- | ---- |
| 1    | Nantes (+8)     | 37  | 14 | 11 | 1 | 2  | 1047 | 684  | +363 |
| 2    | Paris U.C. (-8) | 37  | 14 | 11 | 1 | 2  | 1002 | 713  | +289 |
| 3    | Caen            | 34  | 14 | 10 | 0 | 4  | 964  | 891  | +73  |
| 4    | Le Mans         | 31  | 14 | 8  | 1 | 5  | 1025 | 819  | +206 |
| 5    | Tours           | 29  | 14 | 7  | 1 | 6  | 930  | 914  | +16  |
| 6    | Limoges         | 22  | 14 | 4  | 0 | 10 | 773  | 925  | -152 |
| 7    | Cognac          | 20  | 14 | 3  | 0 | 11 | 670  | 1030 | -360 |
| 8    | Charenton       | 14  | 14 | 0  | 0 | 14 | 770  | 1214 | -444 |

|  | Relégation en Nationale 2 |

## Phase Finale
La phase finale se déroule du 19 mars au 15 mai 1966. Devant le peu d’intérêt sportif et dans un but économique, quelques équipes annoncent leur forfait général avant le début mais reviennent sur leur décision pour ne subir aucune pénalité de la part de la Fédération.
Certaines équipes vont néanmoins s’arranger pour disputer les matchs aller-retour le même week-end pour limiter les déplacements, d’autres déclareront forfait.
- Poule Finale

| Rang | Équipe       | Pts | J | G | N | P | Bp  | Bc  | Diff |
| ---- | ------------ | --- | - | - | - | - | --- | --- | ---- |
| 1    | ASVEL        | 10  | 6 | 4 | 0 | 2 | 418 | 379 | +39  |
| 2    | Denain (+16) | 9   | 6 | 3 | 0 | 3 | 450 | 446 | +4   |
| 3    | Nantes (-16) | 9   | 6 | 3 | 0 | 3 | 376 | 398 | -22  |
| 4    | Bagnolet     | 8   | 6 | 2 | 0 | 4 | 431 | 452 | -21  |

|  | Champion de France |

- Poule de classement 5 à 8

| Rang | Équipe         | Pts | J | G | N | P | Bp  | Bc  | Diff |
| ---- | -------------- | --- | - | - | - | - | --- | --- | ---- |
| 1    | Paris U.C.+    | 11  | 6 | 5 | 0 | 1 | 381 | 301 | +80  |
| 2    | Stade Français | 9   | 6 | 3 | 0 | 3 | 454 | 436 | +18  |
| 3    | Mézières+      | 8   | 6 | 2 | 0 | 4 | 179 | 232 | -53  |
| 3    | Toulouse+      | 8   | 6 | 2 | 0 | 4 | 267 | 312 | -45  |

+ Equipes ayant déclaré un forfait. Mézières et Toulouse ayant déclaré forfait mutuellement lors de leurs deux matchs, elles ne sont pas départagées
- Poule de classement 9 à 12

| Rang | Équipe        | Pts | J | G | N | P | Bp  | Bc  | Diff |
| ---- | ------------- | --- | - | - | - | - | --- | --- | ---- |
| 1    | Antibes (+37) | 10  | 6 | 4 | 0 | 2 | 519 | 424 | +95  |
| 2    | Caen (-37)    | 10  | 6 | 4 | 0 | 2 | 385 | 405 | -20  |
| 3    | Auboué        | 9   | 6 | 3 | 0 | 3 | 459 | 449 | +10  |
| 4    | Roanne+       | 7   | 6 | 1 | 0 | 5 | 309 | 394 | -85  |

+ Equipe ayant déclaré un forfait
- Poule de classement 13 à 16

| Rang | Équipe         | Pts | J | G | N | P | Bp  | Bc  | Diff |
| ---- | -------------- | --- | - | - | - | - | --- | --- | ---- |
| 1    | Le Mans        | 12  | 6 | 6 | 0 | 0 | 510 | 374 | +136 |
| 2    | Saint Etienne+ | 9   | 6 | 3 | 0 | 3 | 269 | 269 | 0    |
| 3    | Valenciennes   | 8   | 6 | 2 | 0 | 4 | 399 | 427 | -28  |
| 4    | Graffenstaden+ | 7   | 6 | 1 | 0 | 5 | 248 | 356 | -108 |

+ Equipes ayant déclaré un forfait
Classement Final
| #  | Equipe         |
| -- | -------------- |
| 1  | ASVEL          |
| 2  | Denain         |
| 3  | Nantes         |
| 4  | Bagnolet       |
| 5  | Paris U.C.     |
| 6  | Stade Français |
| 7  | Mézières       |
| 7  | Toulouse       |
| 9  | Antibes        |
| 10 | Caen           |
| 11 | Auboué         |
| 12 | Roanne         |
| 13 | Le Mans        |
| 14 | Saint Etienne  |
| 15 | Valenciennes   |
| 16 | Graffenstaden  |

## Leaders de la saison régulière
| Catégorie        | Joueur             | Équipe   | Statistiques      |
| ---------------- | ------------------ | -------- | ----------------- |
| Points par match | Jean-Marie Jouaret | Bagnolet | 377 Points (26,9) |

- Michel Le Ray (ABC Nantes) est élu meilleur joueur de la saison par un panel de journalistes spécialisés